# Luigi Alfonso di Borbone-Dampierre
Luigi Alfonso di Borbone-Dampierre (nome completo: Louis Alphonse Gonzalve Víctor Emanuel Marc de Bourbon, nome di nascita Luis Alfonso de Borbón y Martínez-Bordiú), noto anche come Luigi di Borbone-Angiò o Luigi di Borbone (Madrid, 25 aprile 1974) è un banchiere francese, unico figlio sopravvissuto di Alfonso di Borbone Dampierre, duca d'Angiò e di Cadice e di doña María del Carmen Martínez-Bordiú y Franco dei marchesi di Villaverde, è un discendente morganatico della Casa dei Borbone e del generalissimo Francisco Franco, nonché il pronipote del re Alfonso XIII di Spagna.
Tuttavia, suo nonno Giacomo Enrico di Borbone-Spagna ha rinunciato ai suoi diritti al trono di Spagna per sé e per i suoi discendenti a causa della sua sordità (una rinuncia contestata dai legittimisti). Luigi Alfonso è anche un pretendente neo-legittimista (Bianchi di Spagna) al trono francese con il nome di Luigi XX in contrapposizione a Giovanni d'Orléans, nonché cugino di secondo grado dell'attuale sovrano Filippo VI di Spagna

## Biografia

### Infanzia
Luigi Alfonso nacque nel 1974, un anno prima della morte del bisnonno Francisco Franco, che nel 1972 aveva accordato al padre, Alfonso di Borbone Dampierre, il titolo di Duca di Cadice con il trattamento di altezza reale. Nel 1972 era nato il fratello maggiore, Francesco, morto nel 1984. Il nonno Giacomo Enrico di Borbone-Spagna aveva rinunciato formalmente ai suoi diritti per sé e per i suoi discendenti nel giugno 1933 e il 4 marzo 1935 si era sposato morganaticamente.

### Pretese al trono di Francia e Spagna
Ciononostante, negli anni '40 egli cominciò a rivendicare diritti sia sul trono spagnolo sia su quello francese, in quanto primogenito della Casa di Borbone. Negli anni '70, Francisco Franco fu tentato di scegliere come suo successore alla carica di capo di Stato spagnolo Alfonso di Borbone Dampierre, marito della sua diletta nipote, anche se aveva già designato nel 1969 Juan Carlos di Borbone-Spagna, che, pur saltando una generazione il Conte di Barcellona, rispettava i diritti dell'unico ramo dinastico della Casa di Borbone-Spagna.
Al momento della nascita di Luigi Alfonso, alcuni legittimisti francesi, denominati Bianchi di Spagna in contrapposizione ai Bianchi d'Eu, che costituivano la maggioranza dei legittimisti e riconoscevano i diritti della Casa d'Orléans, vedevano in suo padre l'erede al trono, delfino di Francia, e in suo nonno, Giacomo Enrico, duca di Segovia, morto nel 1975, il re titolare di Francia come Giacomo III.

### Legittimismo e controversie
I legittimisti sono uno dei due partiti in cui si divise il mondo dei sostenitori della monarchia borbonica in Francia. Il termine originariamente si applicava a coloro che sostenevano l'assolutista Carlo X di Francia e la sua discendenza diretta dopo la sua deposizione in seguito alla Rivoluzione di luglio e l'ascesa al trono del cugino Luigi Filippo di Francia il 9 agosto 1830. Carlo X e suo figlio maggiore, il delfino Luigi Antonio di Borbone-Francia duca di Angoulême abdicarono al trono in favore del nipote Enrico, conte di Chambord. Luigi Filippo, riferimento di una concezione più liberale della monarchia, era duca d'Orléans e membro del ramo della famiglia dei Borbone-Orléans, di conseguenza i suoi sostenitori vennero chiamati "orleanisti". Alla morte del duca d'Angoulême, il 3 giugno 1844, tutti i legittimisti riconobbero Enrico conte di Chambord come erede legittimo, col nome di Enrico V.
Nel 1848 una nuova rivoluzione rovesciò la monarchia orleanista. Ben presto i monarchici francesi si accorsero della necessità di ritrovare l'unità perduta: così il conte di Parigi Luigi Filippo Alberto d'Orléans, erede del Luigi Filippo re dei Francesi, rinunciò solennemente alla successione orleanista, ovvero ai diritti derivanti dalle leggi della Monarchia di Luglio, e riconobbe come legittimo pretendente il conte di Chambord, inteso che, alla morte di quest'ultimo, i diritti sarebbero passati automaticamente al ramo d'Orléans, in quanto più prossima linea della Casa di Francia in base al principio di primogenitura maschile.
Infatti, in applicazione del Trattato di Utrecht del 1713, registrato dai parlamenti francesi e dalle Cortes spagnole, la discendenza di Filippo V di Spagna, già duca d'Angiò e nipote di Luigi XIV di Francia, era esclusa dalla Casa di Francia: nello specifico, la Casa di Borbone si era divisa in due Case reali autonome e distinte, la Casa di Francia, alla quale appartenevano i duchi d'Orléans, cui veniva riconosciuta la dignità di primi principi del sangue (i principi più prossimi nella linea di successione ai principi reali, discendenti diretti del Re), e la Casa di Spagna, dalla quale si sarebbe separata successivamente la Casa delle due Sicilie.

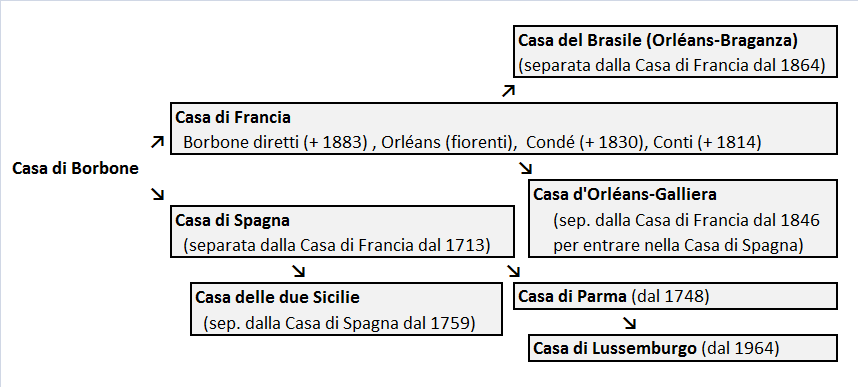
I rami della Casa di Borbone.

Così, alla morte del conte di Chambord il 24 agosto 1883, la maggior parte dei sostenitori della monarchia legittimista riconobbe come erede il conte di Parigi Luigi Filippo Alberto d'Orléans, discendente di Luigi Filippo, ma un gruppo non irrilevante (neo-legittimista) indicò come successore il più prossimo collaterale maschio del defunto, non tenendo conto della rinuncia operata da Filippo V di Spagna al momento dell'ascesa al trono iberico.
Infatti Enrico V era diretto discendente del primogenito di Luigi, il Gran Delfino; Filippo V (da cui discendono tutti i principi spagnoli) era il secondogenito; mentre gli Orléans avevano per progenitore il fratello minore di Luigi XIV di Francia, il duca Filippo I di Orléans.
Nel 1883 il discendente primogenito e legittimo di Filippo V era Giovanni Carlo di Borbone-Spagna, anche pretendente carlista al trono spagnolo. Scomparsi senza eredi i suoi discendenti diretti, il consanguineo più prossimo divenne Alfonso XIII. Suo figlio Giacomo Enrico duca di Segovia si proclamò pretendente al trono francese e su queste basi poggia le proprie rivendicazioni Luigi Alfonso, che sarebbe Luigi XX come Re di Francia. I suoi sostenitori sono anche chiamati Bianchi di Spagna (neo-legittimisti).

### Pretendente al trono di Francia
Il 20 marzo 1975 Giacomo Enrico duca di Segovia (titolo concessogli da Alfonso XIII) e duca d'Angiò (autoproclamatosi) morì: il figlio Alfonso, duca di Cadice per la monarchia spagnola, si proclamò capo della Casa di Francia assumendo il titolo di duca d'Angiò e concedendo, il 19 settembre 1981, al figlio Luigi Alfonso quello di duca di Touraine. L'anno successivo Alfonso divorziò dalla moglie, ottenendo l'annullamento nel 1986; María del Carmen Martínez-Bordiú si risposò due volte e ad oggi Luigi Alfonso ha una sorellastra, Cynthia Rossi.

### Giovinezza e matrimonio
Il 7 febbraio 1984 suo fratello maggiore Francesco, duca di Borbone, morì in un incidente di macchina, quando alla guida c'era il loro padre: da allora Luigi Alfonso fu considerato erede del padre e dal 27 settembre dello stesso anno portò anche il titolo di duca di Borbone. Nel 1987 il governo spagnolo stabilì che il titolo di duca di Cadice non era ereditario dal momento che era un titolo di solito impiegato per i membri legittimi e dinastici della Casa reale: alla morte del padre, non lo ereditò. Il 30 gennaio 1989 suo padre morì in un incidente sciistico a Beaver Creek, in Colorado: Luigi Alfonso si proclamò, "Capo della Casa di Borbone" (Chef de la Maison de Bourbon) e assunse il titolo di duca d'Angiò, considerandosi pretendente al trono di Francia.
Luigi Alfonso studiò economia all'università e lavorò parecchi anni per la BNP, una banca francese a Madrid: benché visiti regolarmente la Francia, dove la madre ha vissuto per molti anni, ha continuato a vivere in Spagna. Il suo fidanzamento con l'ereditiera venezuelana Maria Margarita de Vargas y Santaella fu annunciato nel novembre 2003: si sposarono il 6 novembre 2004 a La Romana nella Repubblica Dominicana: nessun membro della Casa Reale spagnola era presente. Non furono date spiegazioni ufficiali, ma non è un segreto che re Juan Carlos di Spagna non apprezzi che il figlio del suo defunto cugino si proclami erede del trono francese e l'aver firmato da parte sua gli inviti alle nozze come duca d'Angiò non predisposero al meglio il sovrano. La coppia ha vissuto in Venezuela dal 2005, dove Luigi Alfonso lavora al Banco Occidental de Descuento.
Da questa unione sono nati:
- Eugenia di Borbone (nata il 5 marzo 2007 a Miami, Stati Uniti), battezzata sabato 2 giugno 2007 dal nunzio apostolico in Francia, Fortunato Baldelli (poi cardinale), presso la nunziatura apostolica di Parigi;
- Luigi di Borbone (nato il 28 maggio 2010 a New York, Stati Uniti), Delfino di Francia, titolato duca di Borgogna;
- Alfonso di Borbone (nato il 28 maggio 2010 a New York, Stati Uniti), suo fratello gemello, titolato duca di Berry, entrambi battezzati il 5 settembre 2010 in Vaticano, nella Basilica di San Pietro, dal cardinale Angelo Comastri, vicario generale di papa Benedetto XVI;
- Enrico di Borbone (nato il 1º febbraio 2019 a New York, Stati Uniti), titolato duca di Touraine.

### Ultimi anni
Nel giugno 2006 Luigi Alfonso si rifiutò di presenziare alle terze nozze della madre per sottolineare la sua disapprovazione per come la donna conduce la propria vita e per la separazione dal secondo marito, uomo verso cui il Duca nutre molto rispetto.
Luigi Alfonso è Balì di Gran Croce d'Onore e Devozione dell'Ordine di Malta.

## Titolatura
I titoli portati dai membri della Casa di Borbone non hanno alcuna esistenza giuridica in Francia e sono considerati titoli di cortesia. Essi sono attribuiti dal capo della Casa.
In quanto primogenito dei discendenti di Luigi XIV, Luigi di Borbone ha portato o porta i seguenti titoli:
1974 – 1981: Sua Altezza Reale Luigi di Borbone, figlio di Francia;
1981 – 1984: Sua Altezza Reale il duca di Touraine;
1984 – 1984: Sua Altezza Reale il Delfino di Francia, duca di Touraine;
1984 – 1989: Sua Altezza Reale il Delfino di Francia, duca di Borbone;
1989 – 1989: Sua Altezza Reale il duca di Borbone;
Dal 2 febbraio 1989: Sua Altezza Reale il duca d’Angiò.
In virtù della sua posizione di capo della Casa di Borbone e di primogenito dei Capetingi, Luigi di Borbone è considerato de facto il capo della Casa reale di Francia dai monarchici francesi legittimisti. Secondo questi ultimi, tale posizione lo rende l'attuale re titolare di Francia.

## Ascendenza
|                                    |                              |                                  | Genitori                            |  |  | Nonni |  |  | Bisnonni               |  |  | Trisnonni             |  |
|                                    |                              |                                  |                                     |  |  |       |  |  | Alfonso XIII di Spagna |  |  | Alfonso XII di Spagna |  |
|                                    |                              |                                  |                                     |  |  |       |  |  | Alfonso XIII di Spagna |  |  | Alfonso XII di Spagna |  |
|                                    |                              | Maria Cristina d'Asburgo-Teschen |                                     |  |  |       |  |  | Alfonso XIII di Spagna |  |  |                       |  |
| Giacomo di Borbone-Spagna          |                              |                                  |                                     |  |  |       |  |  | Alfonso XIII di Spagna |  |  |                       |  |
|                                    |                              | Vittoria Eugenia di Battenberg   | Enrico di Battenberg                |  |  |       |  |  |                        |  |  |                       |  |
|                                    |                              | Vittoria Eugenia di Battenberg   | Enrico di Battenberg                |  |  |       |  |  |                        |  |  |                       |  |
|                                    |                              | Vittoria Eugenia di Battenberg   | Beatrice di Sassonia-Coburgo-Gotha  |  |  |       |  |  |                        |  |  |                       |  |
| Alfonso di Borbone                 |                              | Vittoria Eugenia di Battenberg   |                                     |  |  |       |  |  |                        |  |  |                       |  |
|                                    |                              | Duca Ruggero di Dampierre        | Duca Riccardo di Dampierre          |  |  |       |  |  |                        |  |  |                       |  |
|                                    |                              | Duca Ruggero di Dampierre        | Duca Riccardo di Dampierre          |  |  |       |  |  |                        |  |  |                       |  |
|                                    |                              | Duca Ruggero di Dampierre        | Jeanne Marie Carraby                |  |  |       |  |  |                        |  |  |                       |  |
| Emanuela di Dampierre              |                              | Duca Ruggero di Dampierre        |                                     |  |  |       |  |  |                        |  |  |                       |  |
|                                    |                              | Vittoria Ruspoli di Poggio Suasa | Principe Emanuele Ruspoli           |  |  |       |  |  |                        |  |  |                       |  |
|                                    |                              | Vittoria Ruspoli di Poggio Suasa | Principe Emanuele Ruspoli           |  |  |       |  |  |                        |  |  |                       |  |
|                                    |                              | Vittoria Ruspoli di Poggio Suasa | Josephine Mary Beers-Curtis         |  |  |       |  |  |                        |  |  |                       |  |
| Luigi Alfonso di Borbone           |                              | Vittoria Ruspoli di Poggio Suasa |                                     |  |  |       |  |  |                        |  |  |                       |  |
|                                    | José María Martínez y Ortega | Andrés Martínez y Cobo de Guzmán |                                     |  |  |       |  |  |                        |  |  |                       |  |
|                                    | José María Martínez y Ortega | Andrés Martínez y Cobo de Guzmán |                                     |  |  |       |  |  |                        |  |  |                       |  |
|                                    | José María Martínez y Ortega | Catalina Ortega y Toledo         |                                     |  |  |       |  |  |                        |  |  |                       |  |
| Marchese Cristóbal Martínez-Bordiú | José María Martínez y Ortega |                                  |                                     |  |  |       |  |  |                        |  |  |                       |  |
|                                    |                              | Contessa María Bordiú y Bascarán | Marchese Cristóbal Bordiú y de Prat |  |  |       |  |  |                        |  |  |                       |  |
|                                    |                              | Contessa María Bordiú y Bascarán | Marchese Cristóbal Bordiú y de Prat |  |  |       |  |  |                        |  |  |                       |  |
|                                    |                              | Contessa María Bordiú y Bascarán | María de la O de Bascarán y Reina   |  |  |       |  |  |                        |  |  |                       |  |
| Duchessa María Martínez-Bordiú     |                              | Contessa María Bordiú y Bascarán |                                     |  |  |       |  |  |                        |  |  |                       |  |
|                                    |                              | Francisco Franco y Bahamonde     | Nicolás Franco y Salgado-Araújo     |  |  |       |  |  |                        |  |  |                       |  |
|                                    |                              | Francisco Franco y Bahamonde     | Nicolás Franco y Salgado-Araújo     |  |  |       |  |  |                        |  |  |                       |  |
|                                    |                              | Francisco Franco y Bahamonde     | María Bahamonde y Pardo de Andrade  |  |  |       |  |  |                        |  |  |                       |  |
| Duchessa Carmen Franco             |                              | Francisco Franco y Bahamonde     |                                     |  |  |       |  |  |                        |  |  |                       |  |
|                                    |                              | Carmen Polo, Signora di Meirás   | Felipe Polo y Flórez de Vereterra   |  |  |       |  |  |                        |  |  |                       |  |
|                                    |                              | Carmen Polo, Signora di Meirás   | Felipe Polo y Flórez de Vereterra   |  |  |       |  |  |                        |  |  |                       |  |
|                                    |                              | Carmen Polo, Signora di Meirás   | Ramona Martínez-Valdés              |  |  |       |  |  |                        |  |  |                       |  |
|                                    |                              | Carmen Polo, Signora di Meirás   |                                     |  |  |       |  |  |                        |  |  |                       |  |